# Victoire Conen de Saint-Luc
Pour les autres membres de la famille, voir famille Conen de Saint-Luc.
Victoire de Conen de Saint-Luc, née le 27 janvier 1761 à Rennes et morte sur l'échafaud le 19 juillet 1794 à Paris en même temps que ses parents Gilles Conen de Saint-Luc et Françoise Marie du Bot, est une religieuse française et  bretonne dont le procès en béatification a été ouvert en 1919, mais interrompu à cause du décès du postulateur. Elle était religieuse au couvent des Dames de la retraite de Quimper.

## Biographie
Victoire Conen de Saint-Luc fait partie de la famille Conen de Saint-Luc dont plusieurs membres ont joué un rôle important dans l'histoire. Son neveu Jean-Marie de Silguy fonda le Musée des beaux-arts de Quimper.

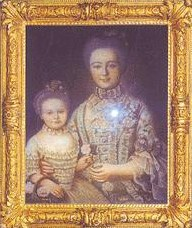
Portrait de Victoire de Saint-Luc et de sa mère, née Françoise-Marie du Bot

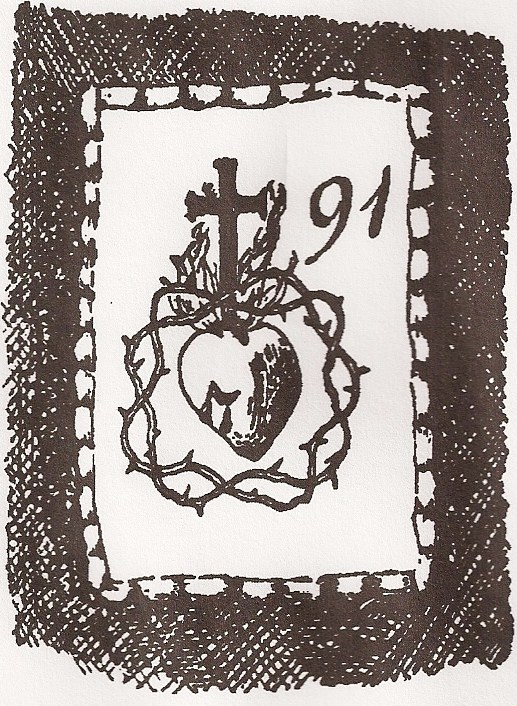
L'emblême du Cœur de Jésus (dessin de Victoire Conen de Saint-Luc)

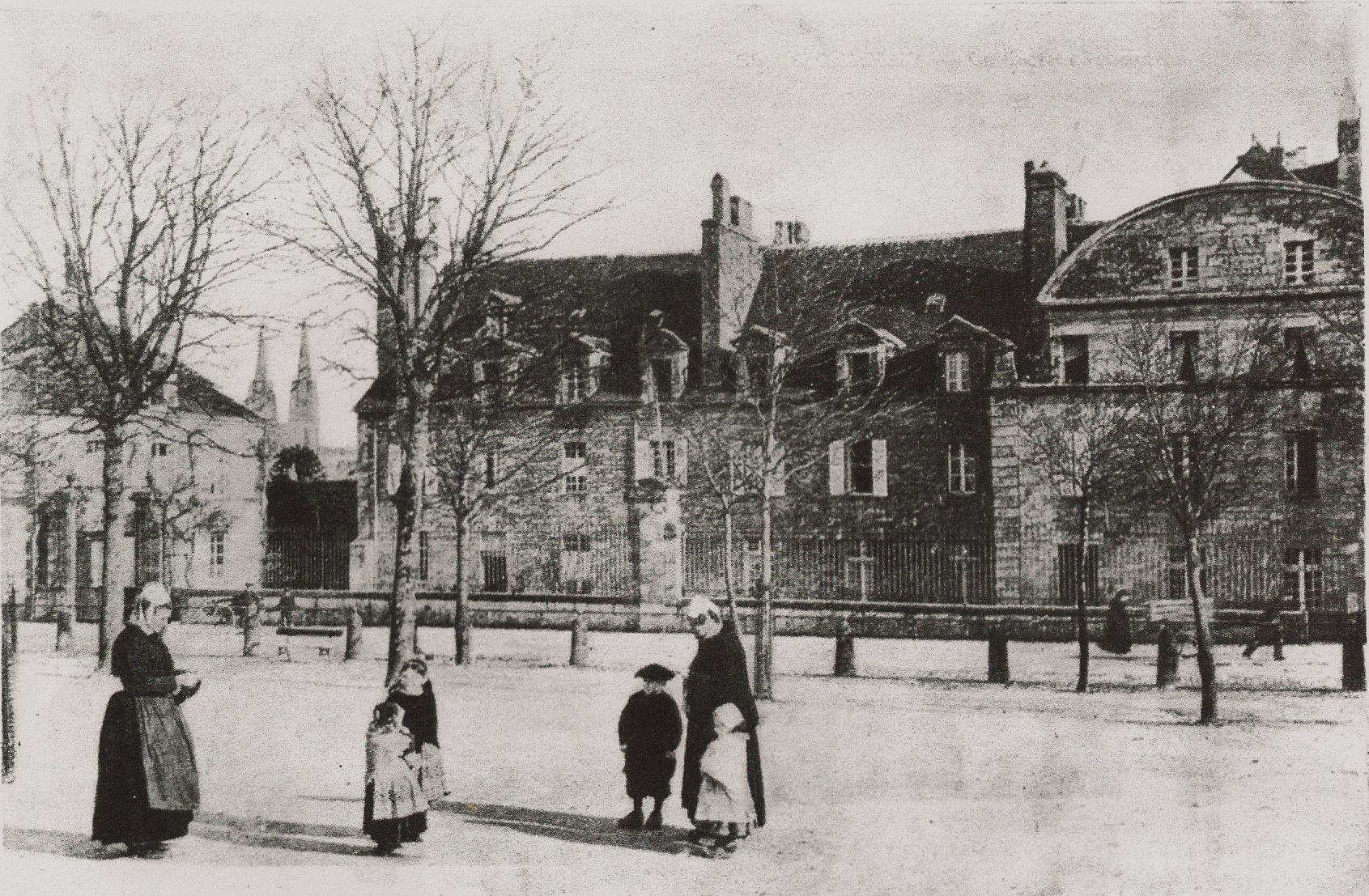
Le couvent des Dames de la Retraite à Quimper, devenu caserne de gendarmerie, au début du XXe siècle

Élevée chez les Visitandines de Rennes, elle entra chez les religieuses des Dames de la Retraite à Quimper où elle fit sa consécration le 2 février 1782. Elle rejeta la Constitution civile du clergé et écrivit à l'abbé Claude Le Coz après son élection à l'évêché constitutionnel d'Ille-et-Vilaine pour tenter de le ramener à l'orthodoxie. Sa maison religieuse ayant été fermée, elle profita de l'hospitalité des Bénédictines du Calvaire à Quimper et dut ensuite retourner chez ses parents. Elle avait quelque talent de peinture et on conserve plusieurs portraits peints par elle, quelques-uns faits dans la prison. Pratiquant la dévotion au Sacré-Cœur, elle en avait peint des images et des insignes comme ceux que portaient beaucoup d'insurgés vendéens. Le 10 octobre 1793, son père Gilles Conen de Saint-Luc, ancien président à mortier du Parlement de Bretagne, sa mère Françoise Marie du Bot et elle-même furent arrêtés et conduits à la prison de Carhaix et, de là, à Quimper, puis, séparément, à Paris où, leur dossier ayant été envoyé au Tribunal révolutionnaire, ils se retrouvèrent à la prison de la Conciergerie. 
Le 1er thermidor an II (19 juillet 1794), son père, sa mère et elle-même comparurent devant le Tribunal révolutionnaire, qui venait deux jours plus tôt de condamner à mort comme « fanatiques et séditieuses » les bienheureuses Carmélites de Compiègne. Ils furent condamnés à mort comme « ennemis du peuple, ayant secondé la révolte des brigands de Vendée et le fanatisme » et exécutés place de la Nation. Victoire demanda à être exécutée la première, disant à ses parents : « Vous m'avez appris à vivre; avec la grâce de Dieu, je vais vous apprendre à mourir ». Leurs cadavres furent jetés dans une fosse commune creusée à la hâte non loin de là, au fond du jardin d’un couvent de chanoinesses de Saint-Augustin, fermé et réquisitionné. Ce lieu est aujourd’hui le cimetière de Picpus.
La cause de béatification de Victoire Conen de Saint Luc fut jointe en 1919 à celle des Martyrs du Tribunal révolutionnaire de Paris. Deux procès, informatifs et de non culte, eurent lieu en 1920 et 1921 à l’archevêché de Paris, puis les actes de la cause furent envoyés en 1925 à Rome, à la Sacrée Congrégation des Rites (désormais Congrégation pour les causes des Saints). La mort du postulateur entraîna ensuite l’interruption de la cause.

## Son œuvre de peintre et de dessinatrice
- Les Cœurs de Jésus et de Marie, pastel (Couvent de la Retraite à Quimper).
- Les quatorze fresques de la chapelle de Peniti à La Forêt-Fouesnant.

## Images et établissements portant son nom
Un portrait de Victoire Conen de Saint-Luc, et un autre de son oncle Toussaint-François-Joseph Conen de Saint-Luc, dernier évêque de Cornouaille, mort en 1790, se trouvent dans l'église Saint-Jacques de Pouldavid à Douarnenez.
Victoire Conen de Saint-Luc est représentée sur un vitrail dans quatre églises et chapelles du diocèse de Quimper : 
- Dans le transept sud de l’église de Pluguffan, dans le vitrail du Sacré-Cœur (1892), Victoire est montrée en religieuse, agenouillée (à ses pieds se voit un couperet de guillotine), tenant à la main une image du Sacré-Cœur, la Bse Marguerite-Marie Alacoque (1647-1690), inspiratrice du culte du Sacré-Cœur, se tenant debout derrière elle. Son oncle, Toussaint Conen de Saint-Luc, évêque de Quimper, est également agenouillé, avec derrière lui, debout, saint Jean l’Evangéliste.
- Dans le transept nord de l’église Saint-Mathieu de Quimper, Victoire de Saint-Luc figure également dans le grand vitrail intitulé « Apparition du Sacré-Cœur » (Ateliers Champigneulle, Paris, 1896), en compagnie de nombreux saints et saintes, parmi lesquels on reconnaît saint Jean Eudes, Marguerite-Marie Alacoque, saint Jean l’Evangéliste, saint François d’Assise, et vraisemblablement saint Longin.
- Dans l’ancienne chapelle du Grand Séminaire de Quimper, côté épitre[4], dans le vitrail (1896) qui se trouve au-dessus de l’autel du Sacré-Cœur, on peut voir Victoire agenouillée et tenant une image du Sacré-Cœur devant la Bienheureuse Françoise d'Amboise (duchesse de Bretagne de 1450 à 1457 puis carmélite), tandis que son oncle Toussaint Conen de Saint-Luc, évêque de Quimper, est agenouillé devant saint Vincent Ferrier, célèbre prédicateur dominicain décédé à Vannes en 1419.
- Dans l'église du Sacré-Cœur de Douarnenez, elle est représentée dans un vitrail avec son oncle Toussaint Conen de Saint-Luc.
- Dans l’église paroissiale Saint-Tudec-et-Sainte-Anne de Landudec, elle est également représentée sur le vitrail du Sacré-Cœur (de l’atelier J.-P. Florence, 1905)[5], situé du côté de l’autel Sainte-Anne. On voit au centre du vitrail le Sacré-Cœur ; sur le côté droit, Victoire agenouillée, montrant l’image du Sacré-Cœur, peinte et brodée par elle debout ; derrière elle se tient Marguerite-Marie Alacoque. On peut également voir à gauche Toussaint Conen de Saint Luc, l’oncle de Victoire et dernier évêque de Cornouaille[6], et derrière lui le père jésuite Claude La Colombière, apôtre de la dévotion du Sacré-Cœur.

En 1923, une école primaire privée de filles "Victoire Conen de Saint-Luc", avec internat, est construite à Landudec.

## Galerie

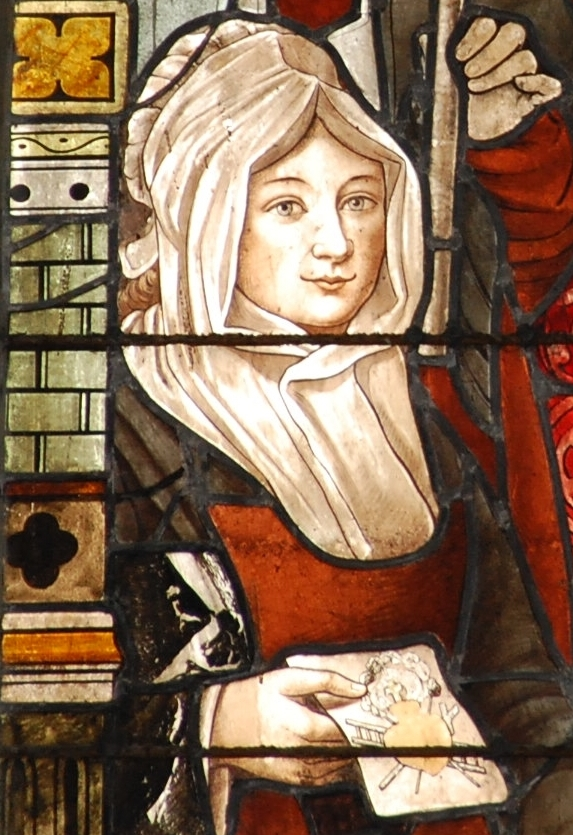
Victoire de Saint-Luc et l’image du Sacré-Cœur de Jésus, dans l’église Saint-Mathieu de Quimper (1896).
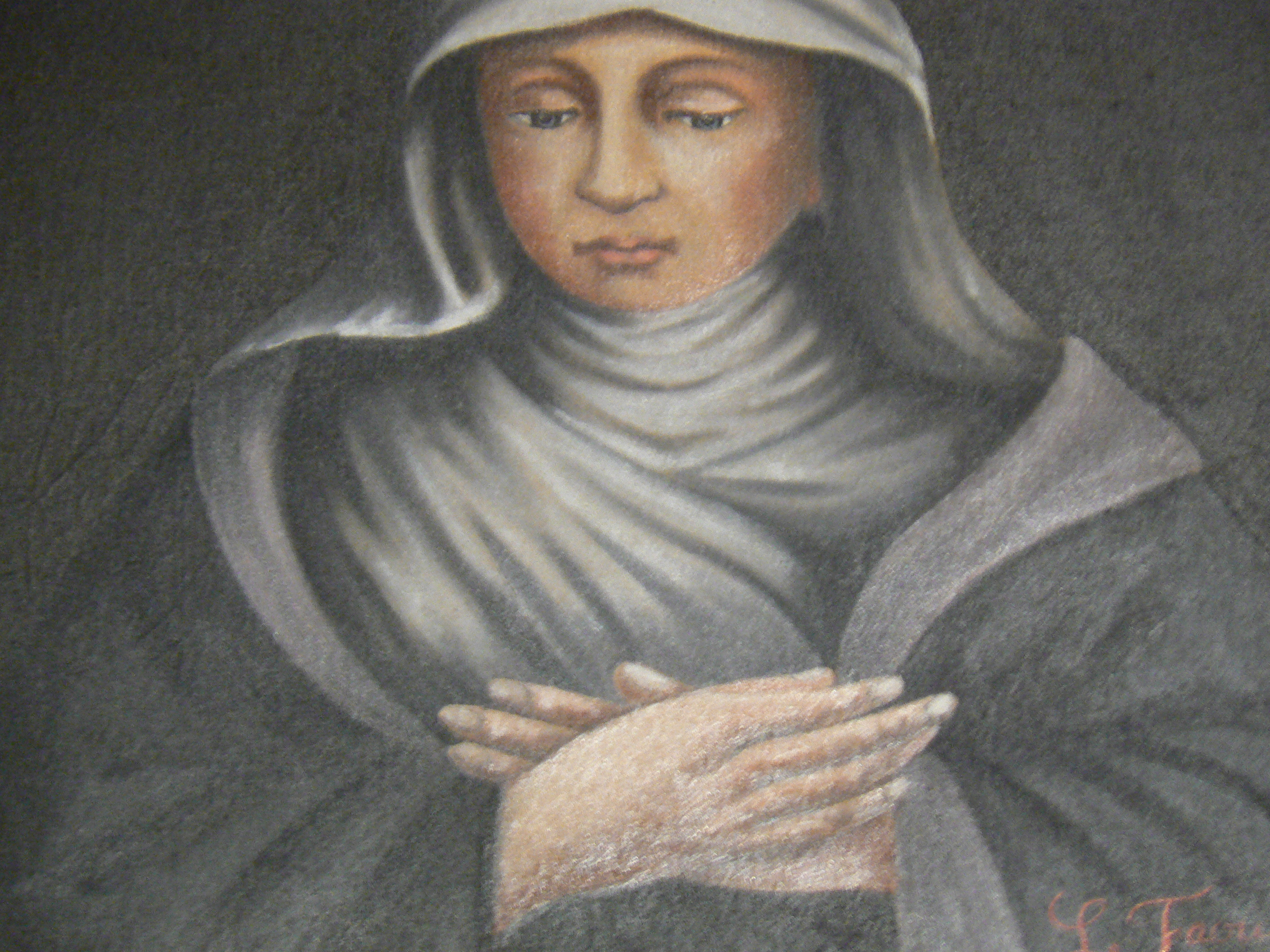
Portait de Victoire de Saint-Luc dans l’église Saint-Jacques de Pouldavid, au-dessus du maître-autel.
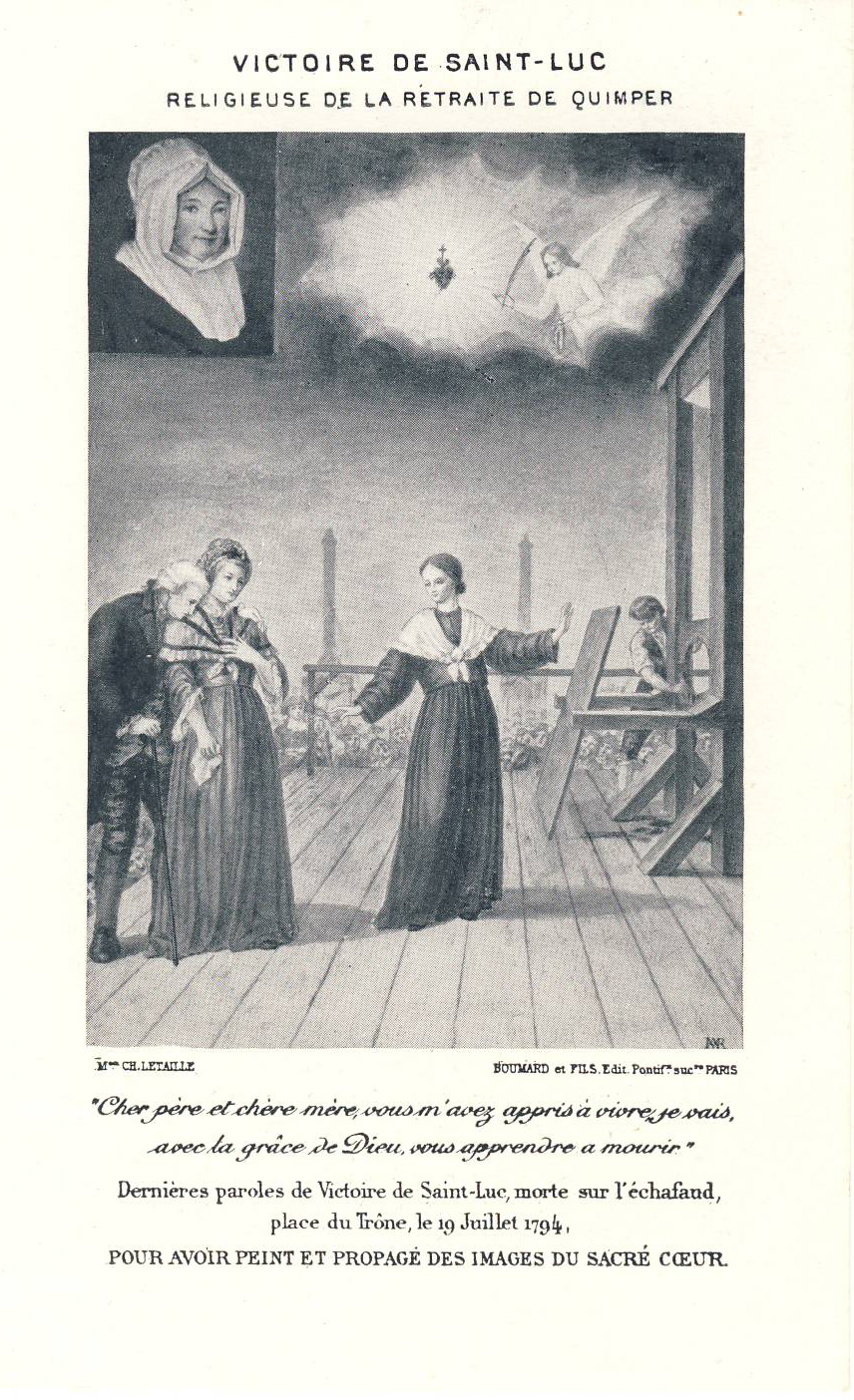
Image pieuse pour demander la béatification de Victoire de Saint-Luc (1907).
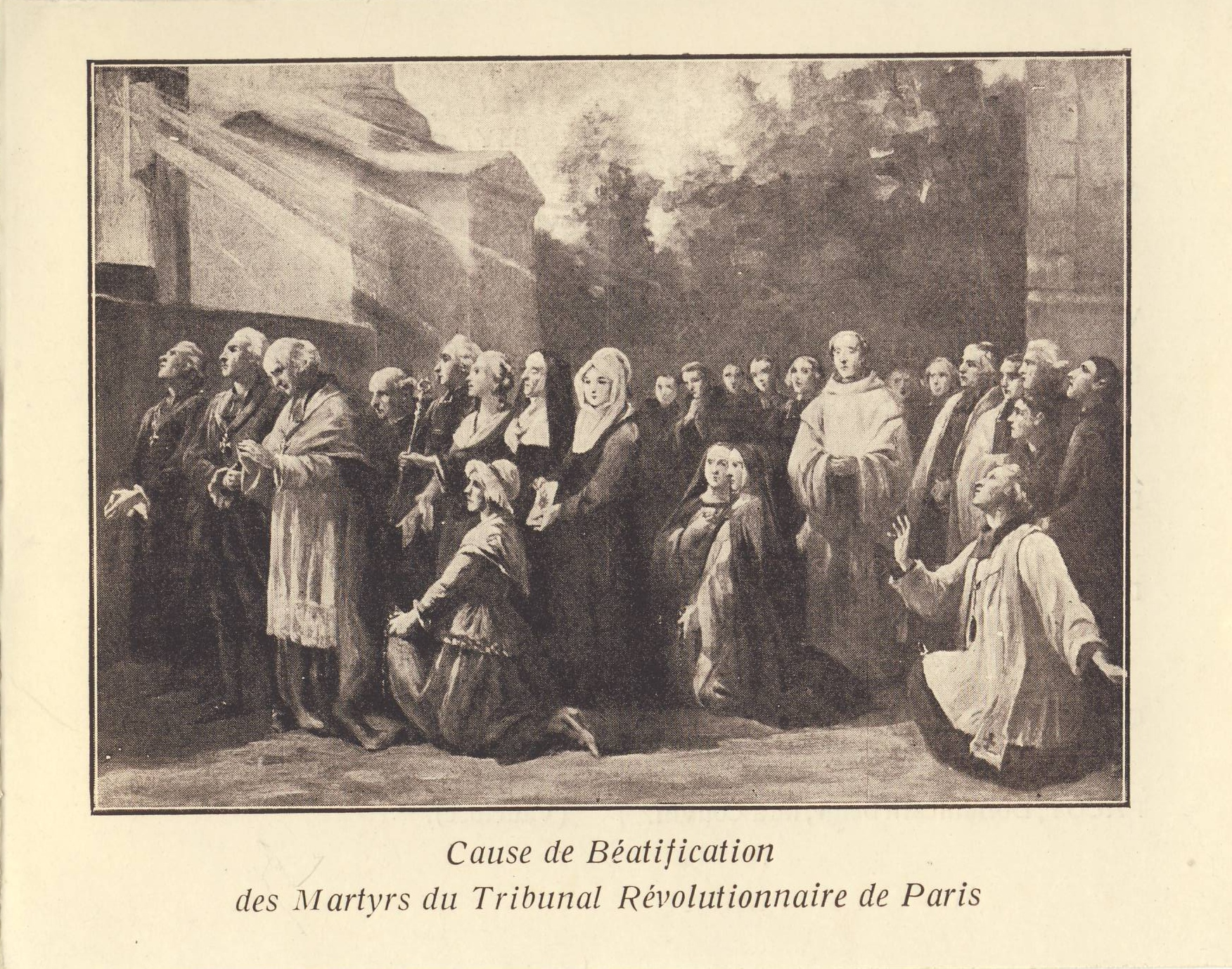
Image publiée dans les années 1920 par la postulation de la Cause des Martyrs du Tribunal Révolutionnaire de Paris. Victoire de Saint-Luc figure au centre de l'image.
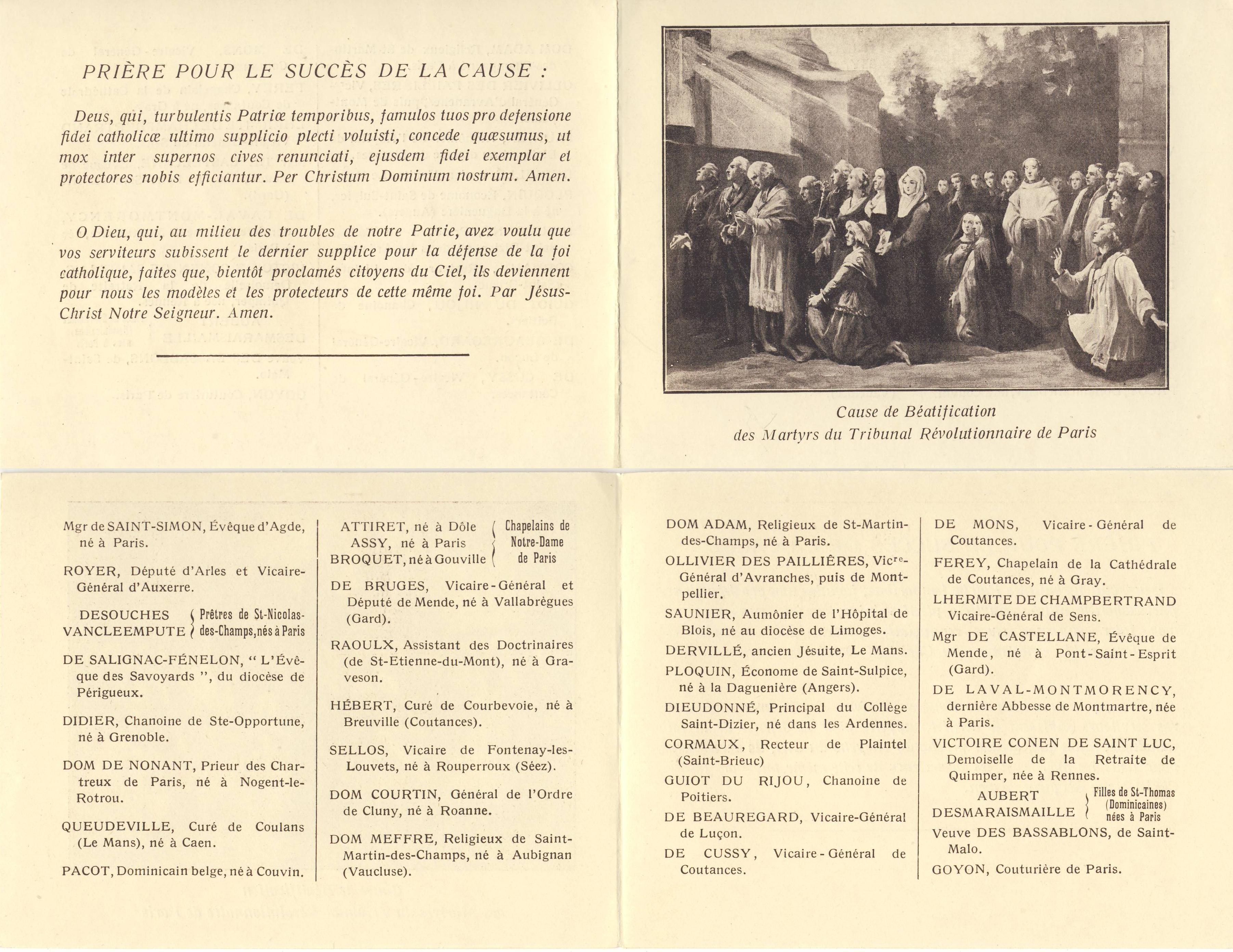
Image (recto-verso) publiée dans les années 1920 par la postulation de la Cause des Martyrs du Tribunal Révolutionnaire de Paris. Victoire de Saint-Luc figure au centre de l'image.
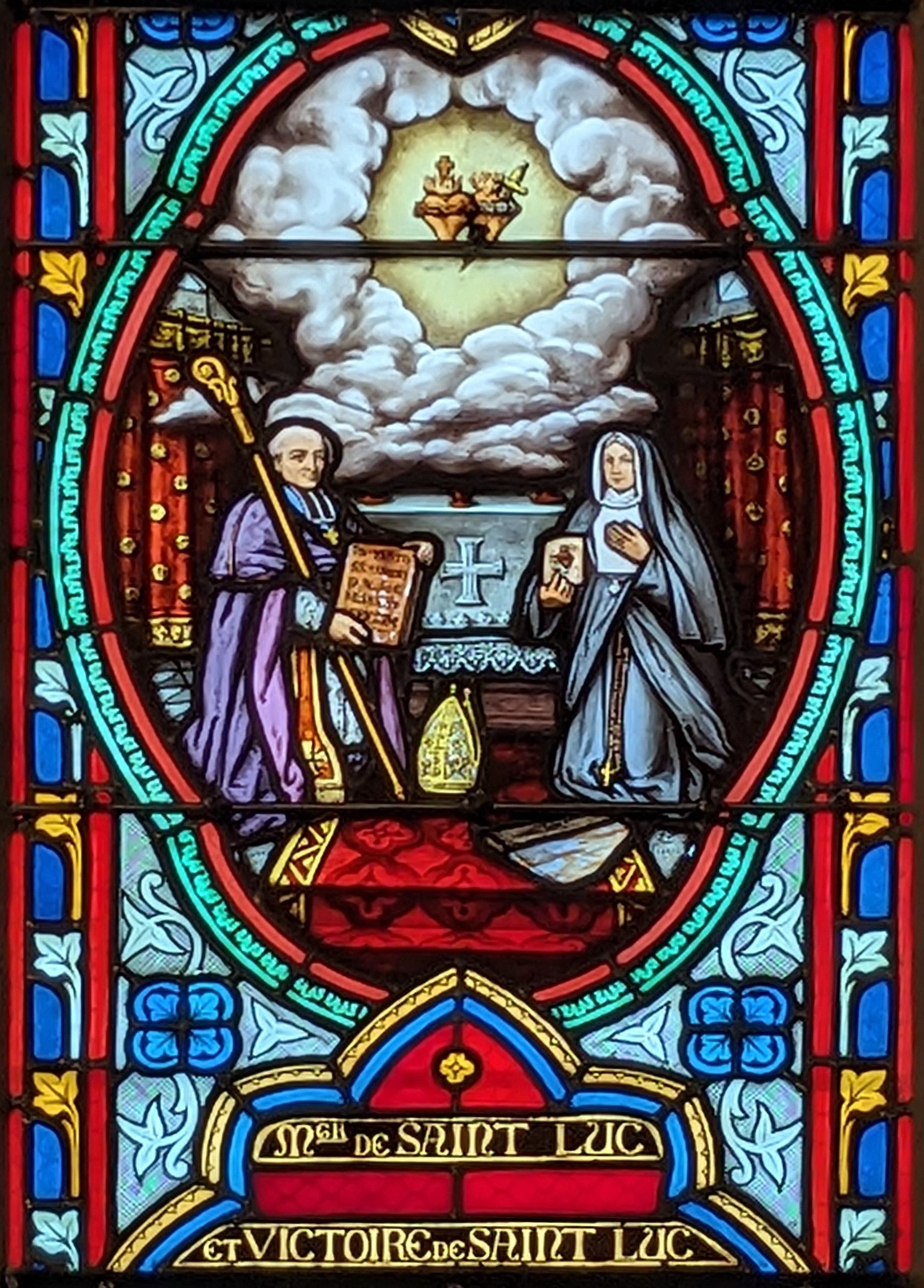
L'évêque de Quimper Toussaint de Saint-Luc et sa nièce Victoire de Saint-Luc, vitrail dans l’église du Sacré-Cœur de Douarnenez.
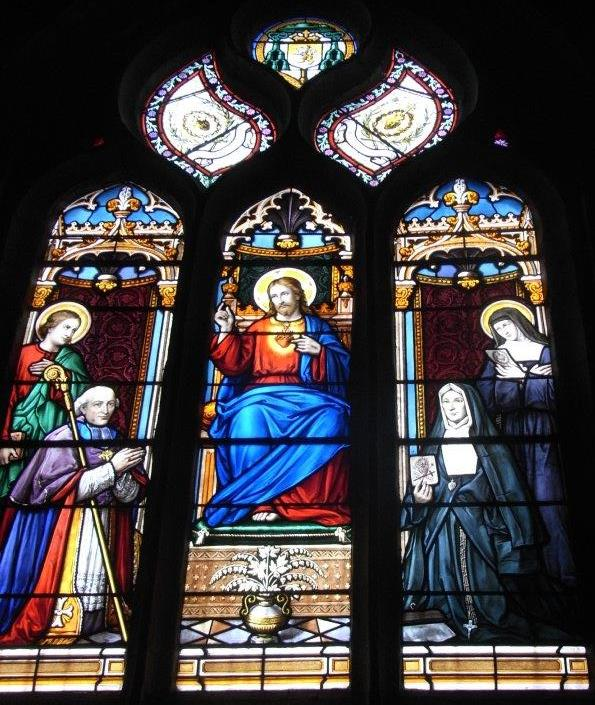
Vitrail du Sacré-Cœur dans l’église Saint-Cuffan de Pluguffan (1892), avec Victoire de Saint-Luc.
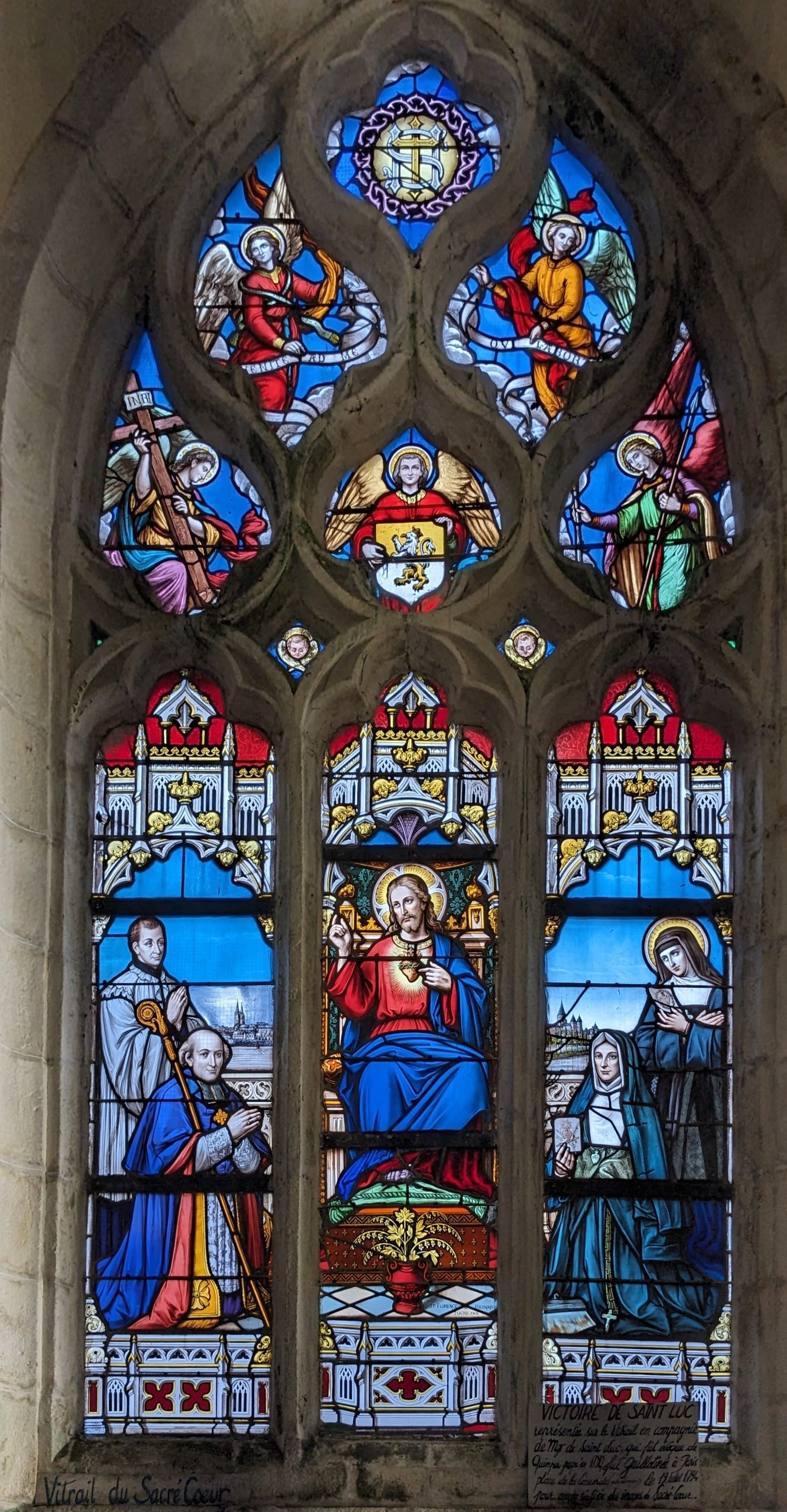
Vitrail du Sacré-Cœur dans l’église Sainte-Anne-et-Saint-Tudec de Landudec (1905), avec Victoire de Saint-Luc.
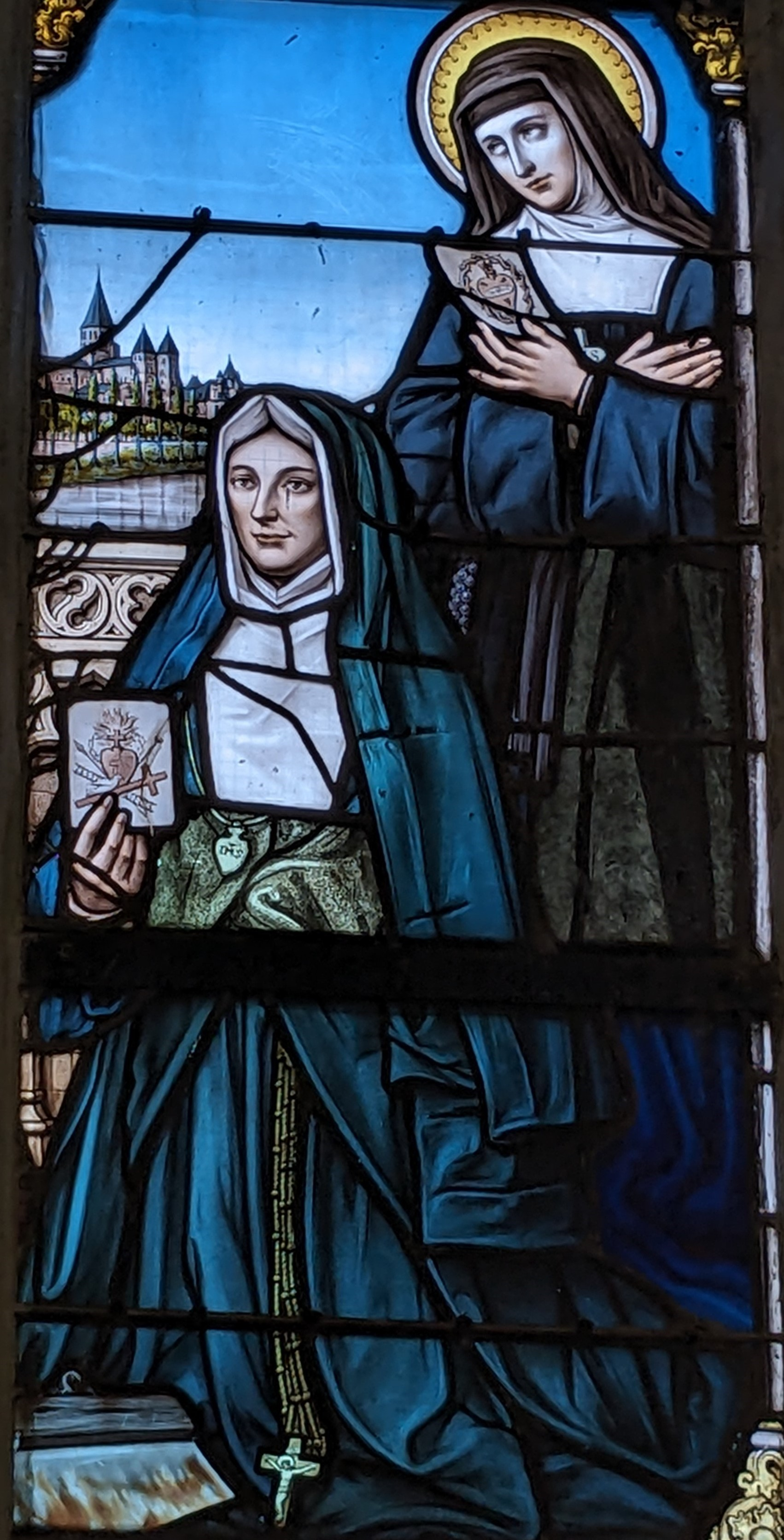
Victoire Conen de Saint-Luc et Marguerite-Marie Alacoque (Vitrail du Sacré-Cœur, détail, 1905, église de Landudec)
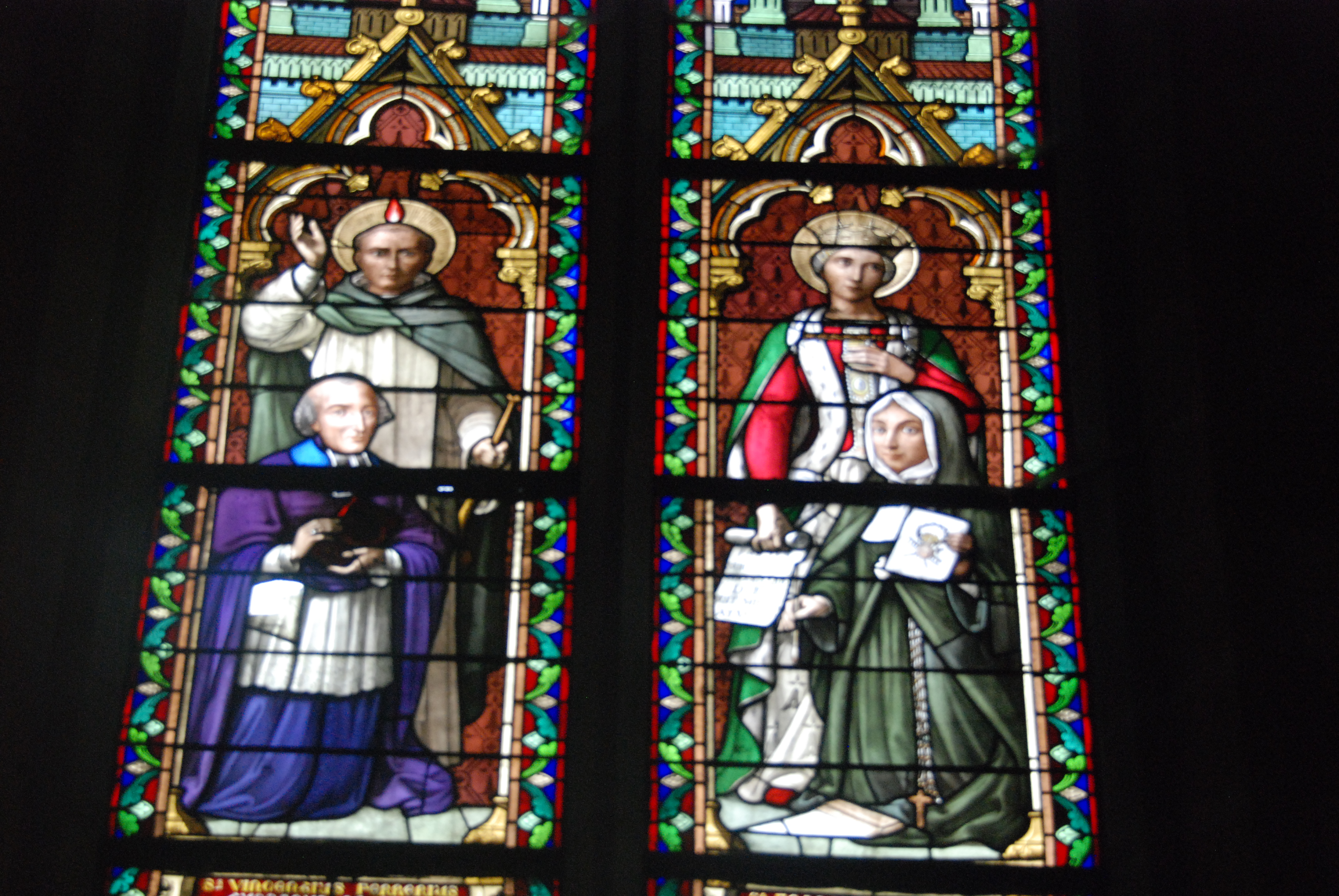
Vitrail dans la chapelle du Grand Séminaire de Quimper (1896), avec Victoire de Saint-Luc.
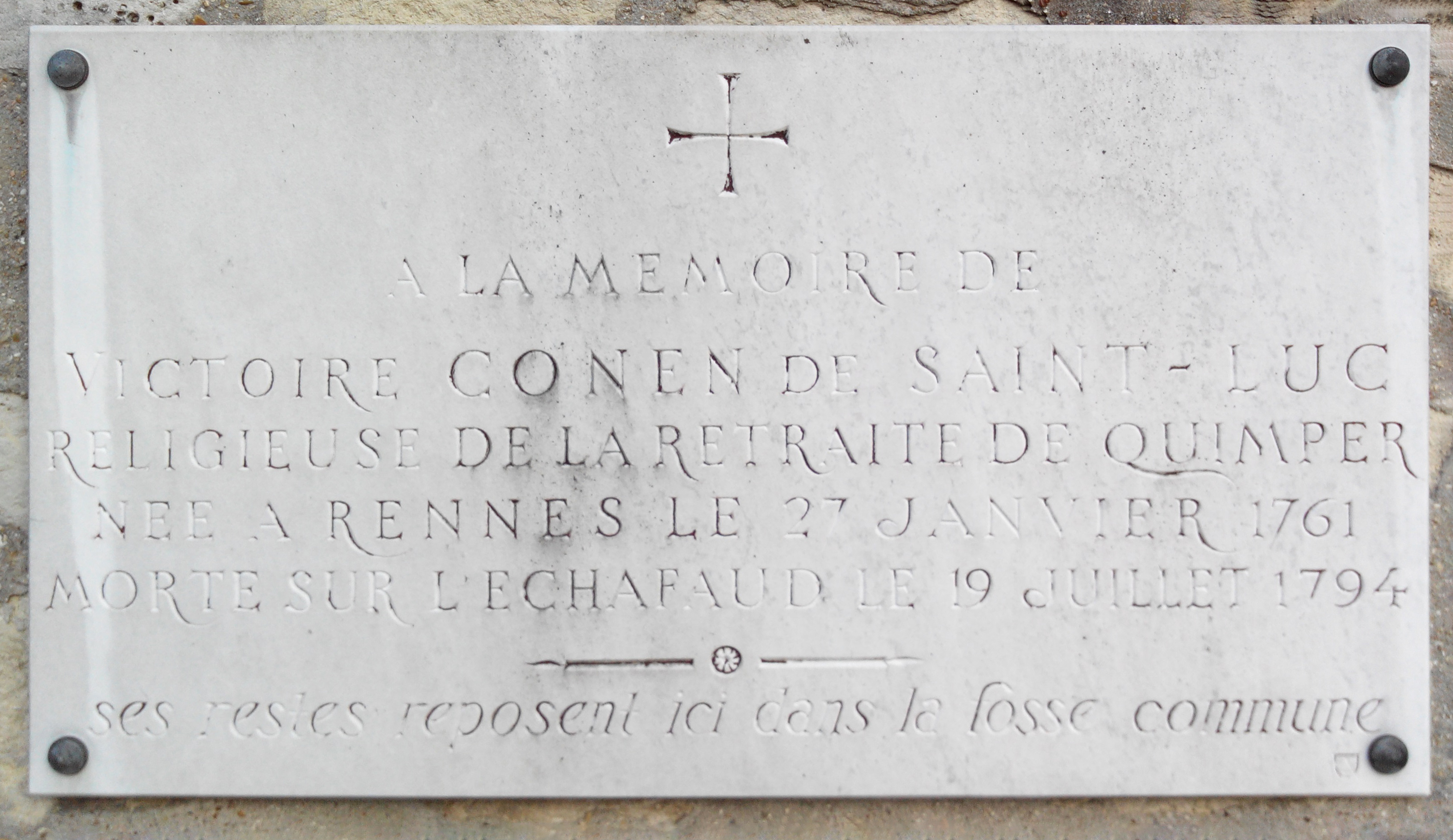
Plaque commémorative de Victoire de Saint-Luc, cimetière de Picpus.
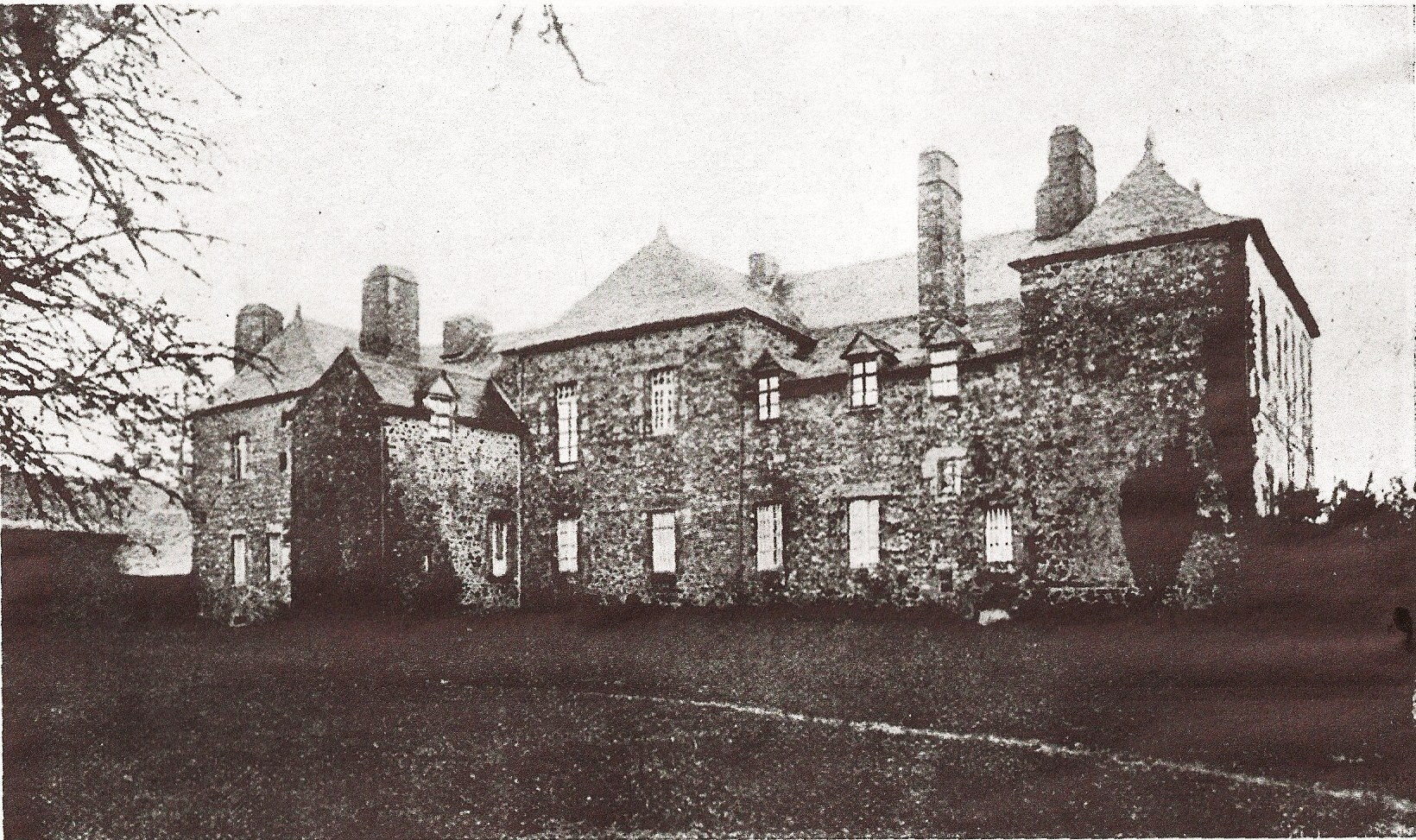
Château du Bot en en Quimerc'h où Victoire de Saint-Luc fut arrêtée le 10 octobre 1793.